# Église Saint-Martin de Lubbeek
L'église Saint-Martin (en néerlandais : Sint-Martinuskerk) est une église de style gothique, classique et néo-classique située sur le territoire de la commune belge de Lubbeek, dans la province du Brabant flamand.

## Historique
À l'origine se dressait en ce lieu une église romane à trois nefs.
En 1433, un chœur de style gothique est adjoint à la nef romane. Une tour de style gothique tardif est édifiée au XVIe siècle,,.
En 1770, la nef romane à trois vaisseaux étant délabrée, l'abbaye de Parc à Heverlee, en accord avec la communauté locale et le Conseil de Brabant, décide de la reconstruire en style classique tout en conservant le chœur et la tour gothiques : l'église, conçue par le maître d'ouvrage louvaniste J.N. Corthout, est reconsacrée en 1777,,.
En 1854, l'église étant devenue trop petite, le chœur gothique est démoli et l'église est agrandie de deux travées vers l'est et pourvue d'un nouveau chœur de style néo-classique sous l'impulsion du curé Poels et du bourgmestre Van De Weyer, comme le rappelle une pierre posée sur le chevet,,.

## Statut patrimonial
L'église et son cimetière sont classés comme monument historique depuis le 19 mai 2005 sous la référence 46 et figurent à l'inventaire du patrimoine immobilier de la Région flamande sous la référence 42632.

## Architecture

### Architecture extérieure
À l'ouest, l'église présente une haute tour en grès de style gothique tardif érigée au XVIe siècle,. À l'ouest, la tour est dotée de deux importants contreforts d'angle, à redents.
Le rez-de-chaussée de la tour est percé d'une porte à arc en anse de panier surmontée, aux niveaux supérieurs successifs, d'une fenêtre ogivale à remplage, d'une meurtrière et de baies campanaires à abat-sons ornées de grandes horloges noires aux chiffres dorés. Au sud, la tour est flanquée d'une tourelle d'escalier tronquée lors de l'agrandissement de 1777 et encastrée dans une annexe,.
Les bas-côtés en briques et en pierre blanche, qui ont été prolongés vers l'ouest pour intégrer la base de la tour occidentale lors de l'agrandissement de 1777, présentent de chaque côté sept hautes fenêtres de style classique,.
À l'est, l'église se termine par une abside à trois pans de style néo-classique, érigée en 1854,.

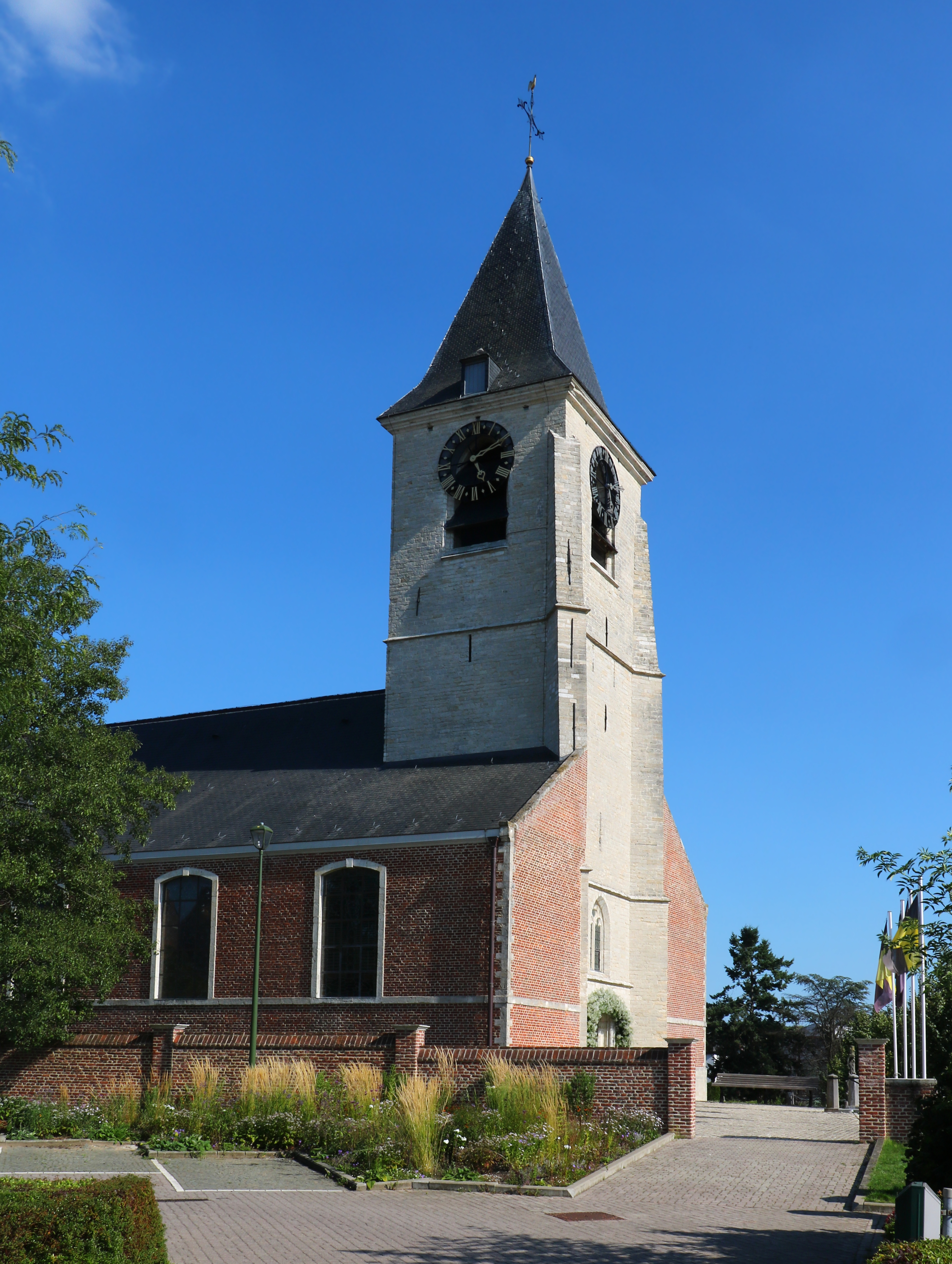
Vue du nord.
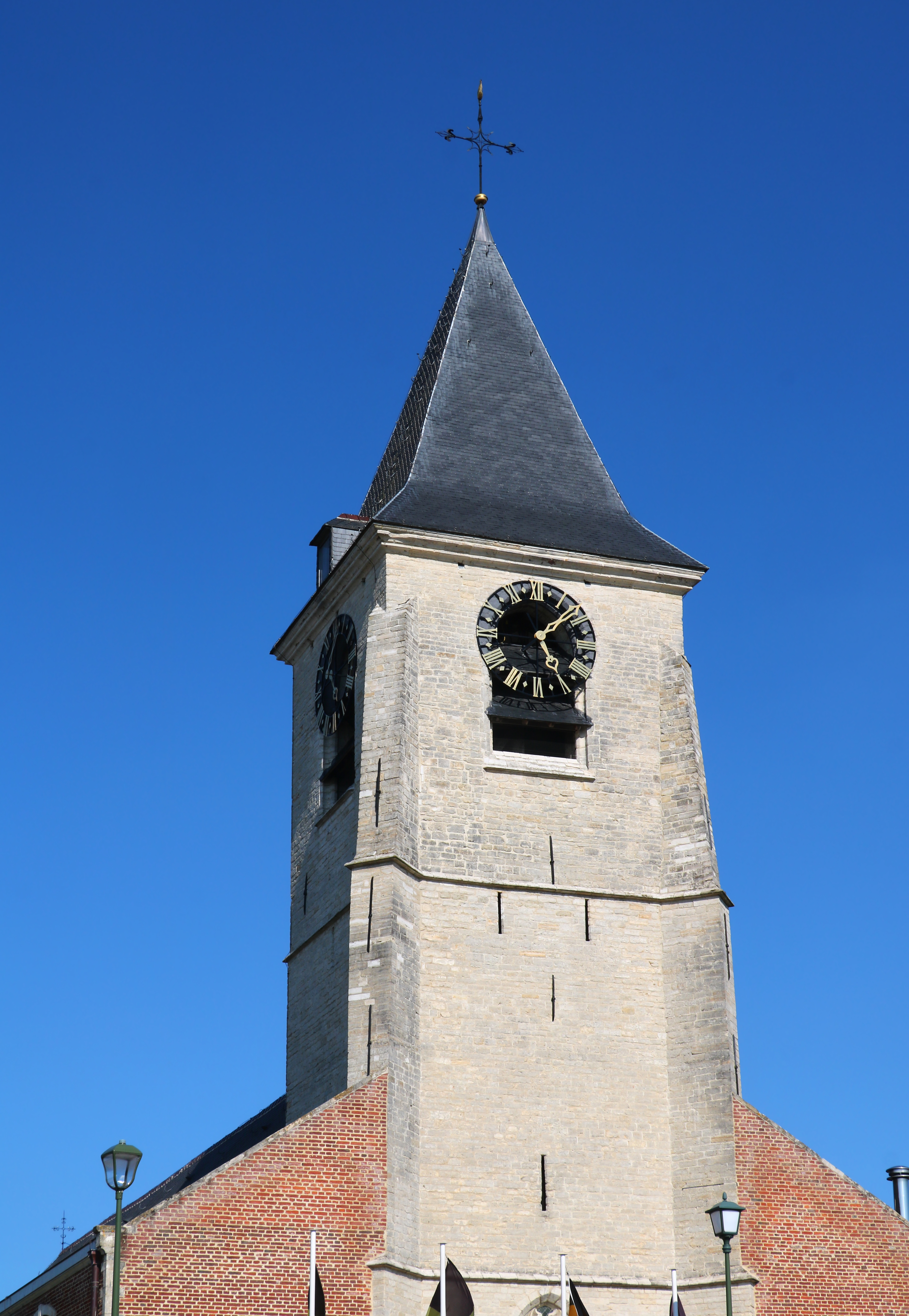
Clocher.
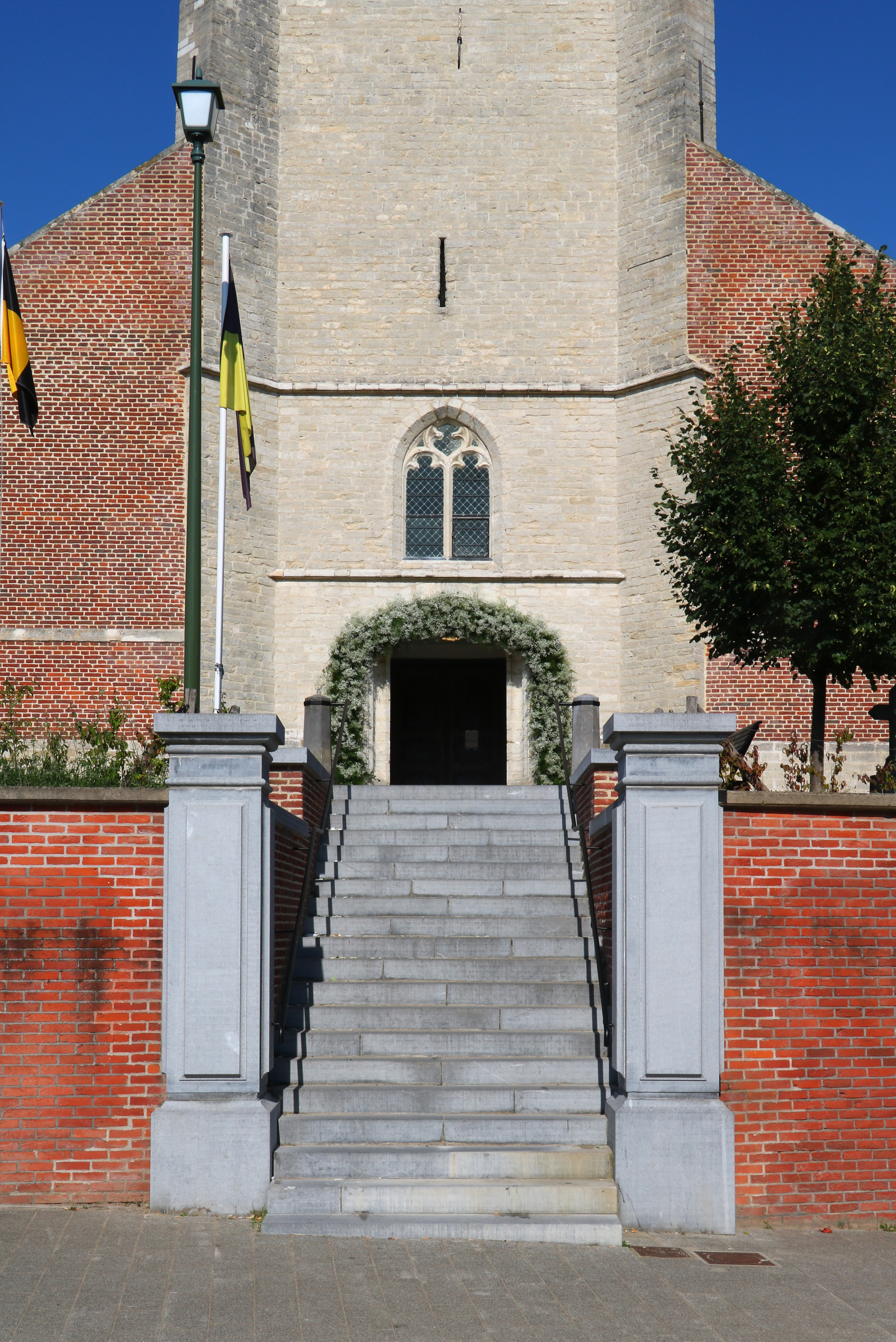
Escalier.
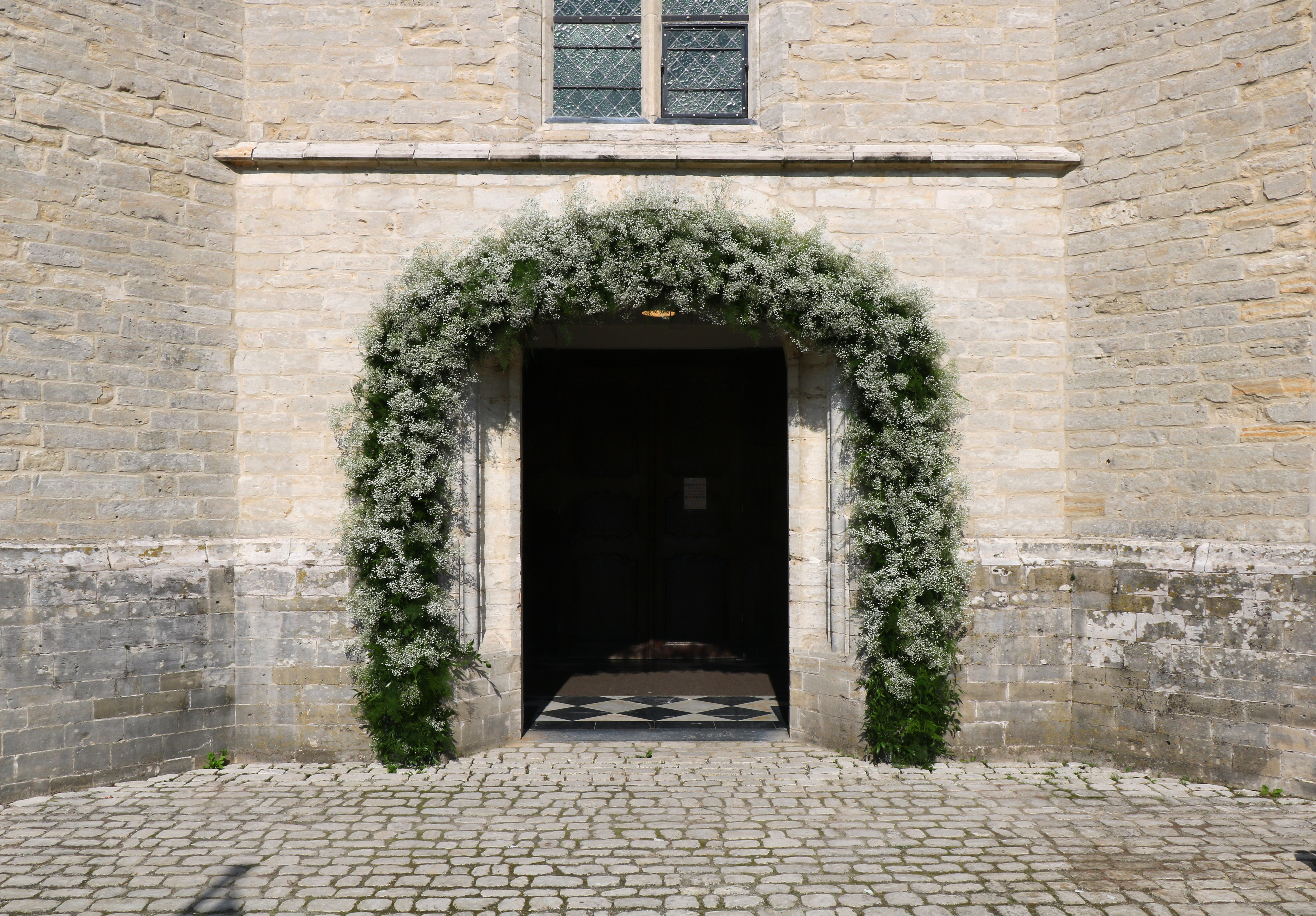
Portail.
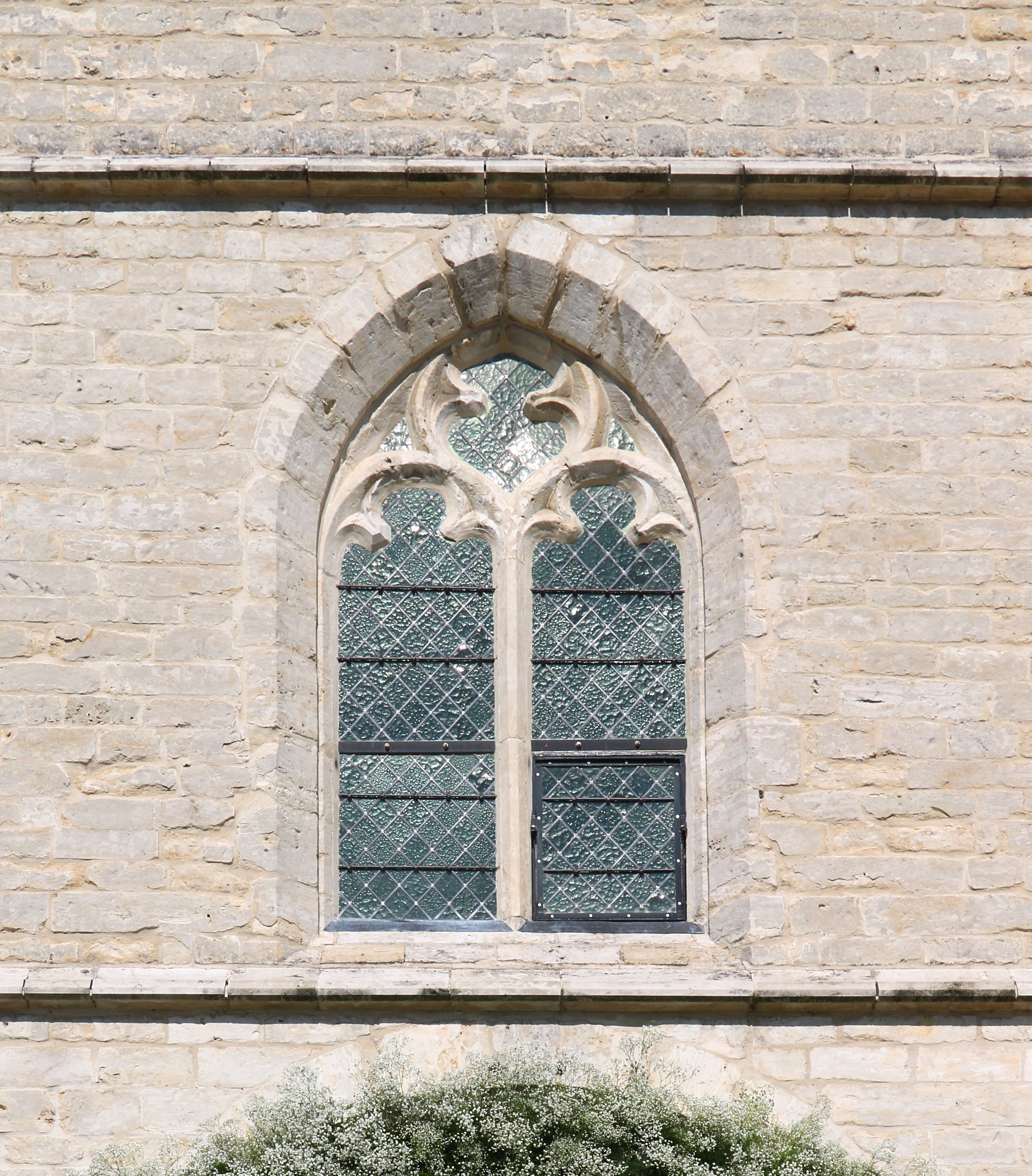
Baie ogivale.

### Architecture intérieure
L'intérieur de plan basilical, enduit et peint dans des tons clairs, comprend trois nefs classiques de cinq travées séparées par des colonnes toscanes posées sur une base en pierre bleue et portant des des arcs en plein cintre,,.
Les deux travées orientales et le chœur de style néo-classique datent de l'agrandissement de 1854 promu par le curé Poels et le bourmestre Van de Weyer,.

La nef
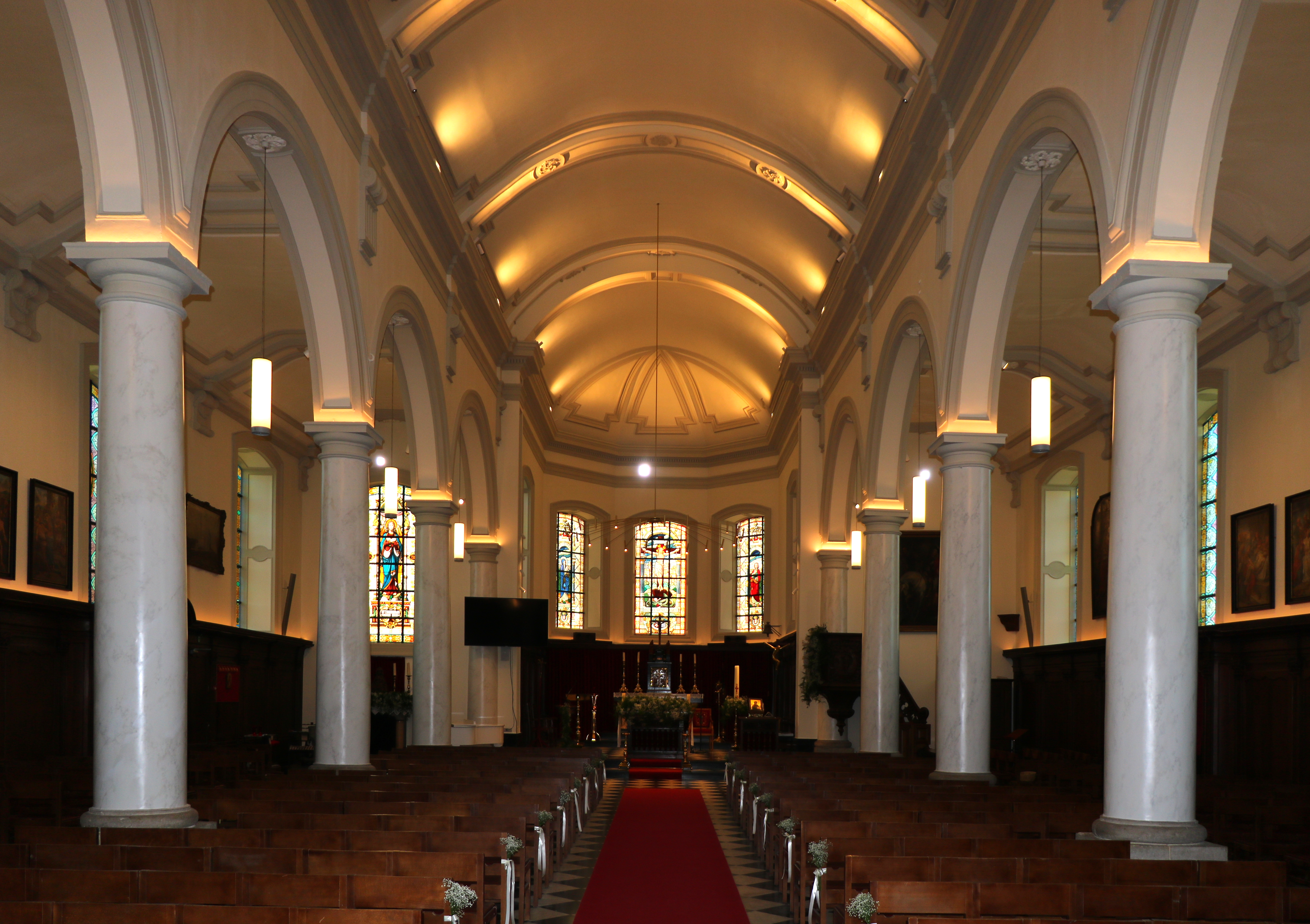
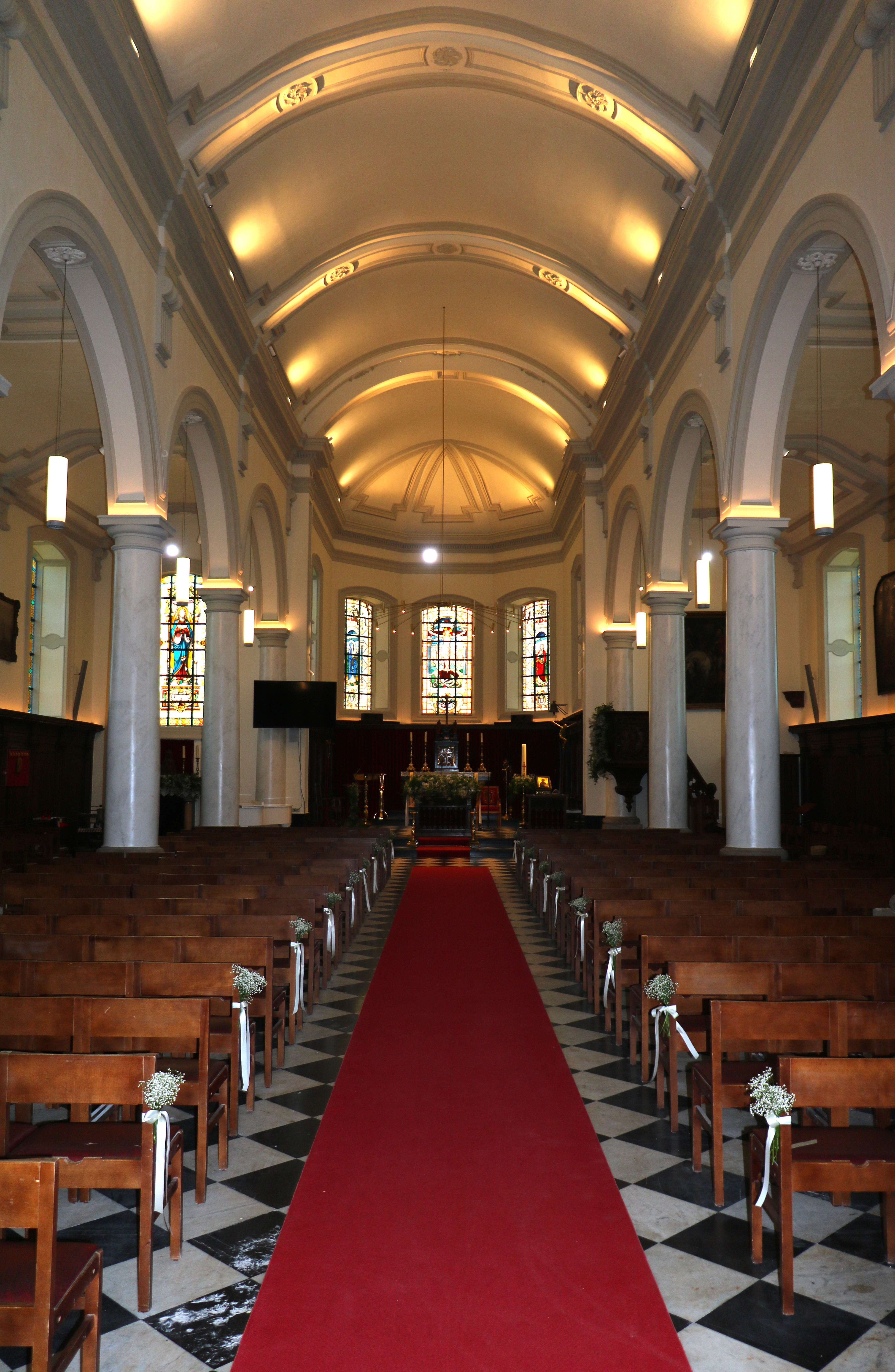

## Patrimoine
L'intérieur de l'église abrite un riche patrimoine dont un orgue classé, des fonts baptismaux romans du XIIe siècle, une chaire de vérité de 1736 représentant le Bon Pasteur et divers tableaux de l'école flamande des XVIIe et XVIIIe siècles.
Les bas-côtés sont couverts de boiseries en chêne des années 1770 et de quatre confessionnaux, également  en chêne, dont les tympans gravés représentent Marie Madeleine (1755), saint Pierre (1787), la conversion de Paul (1855) et la résurrection de Lazare (1855).

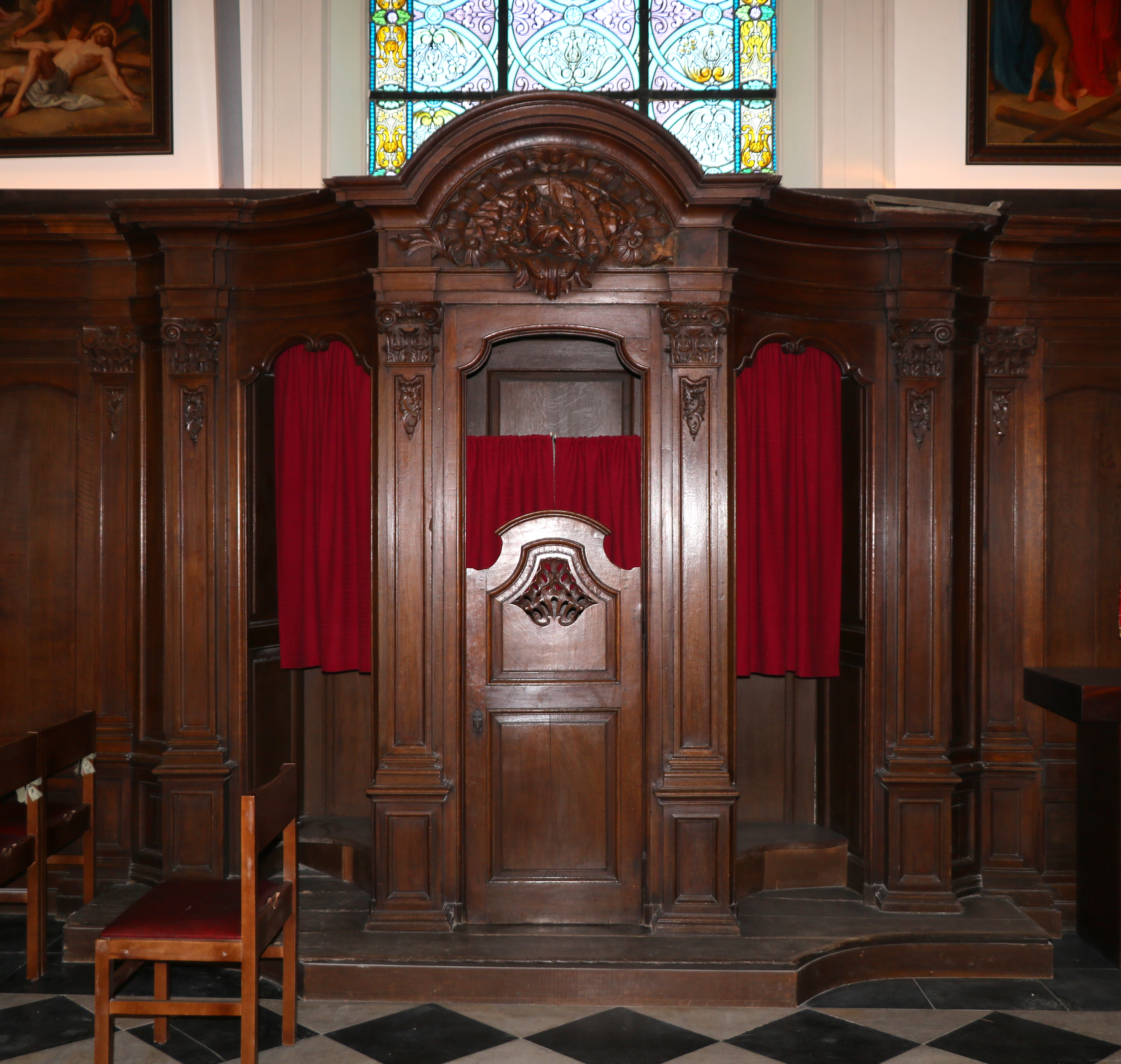
Confessionnal (1755).
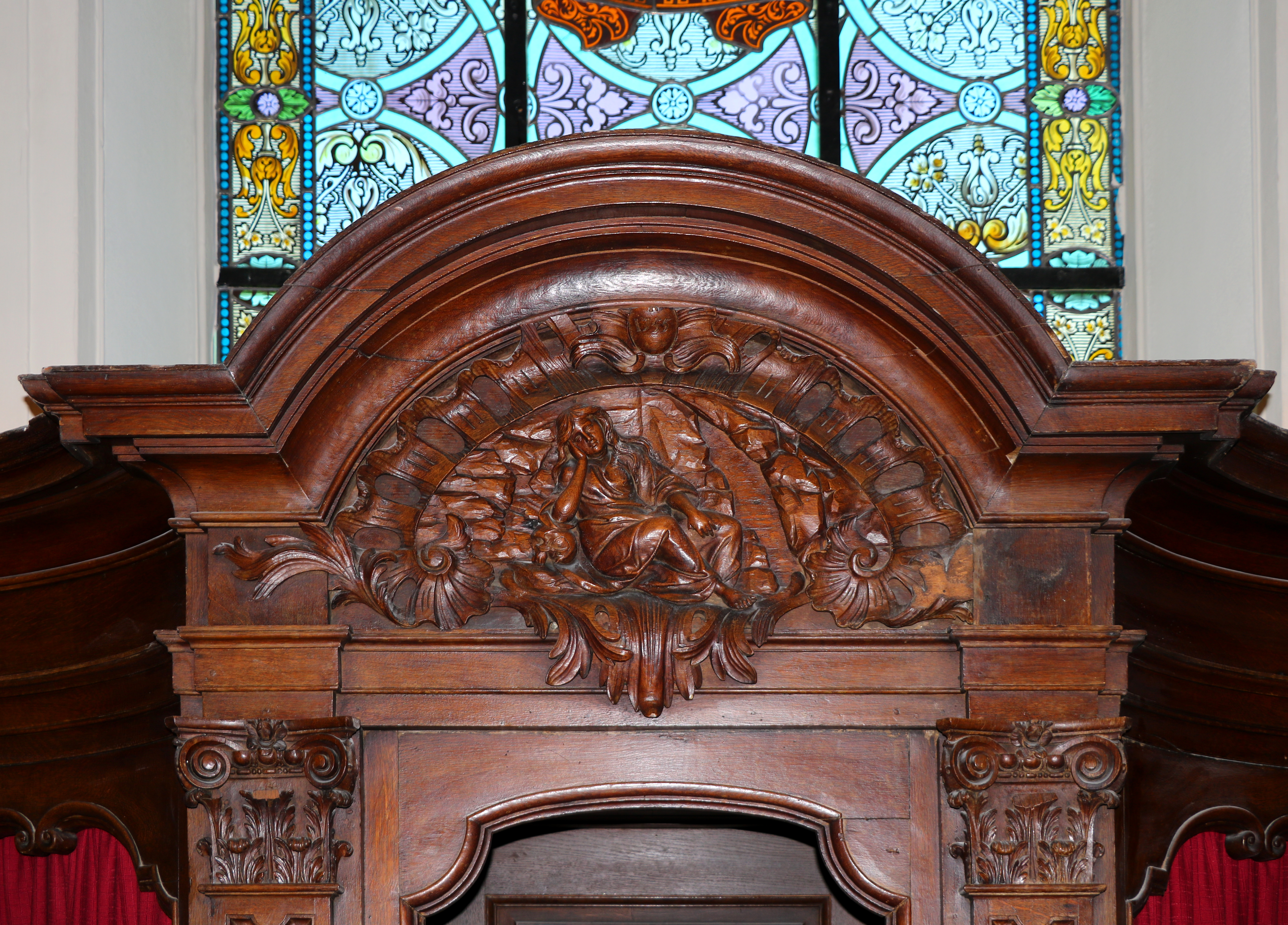
Marie Madeleine (1755).
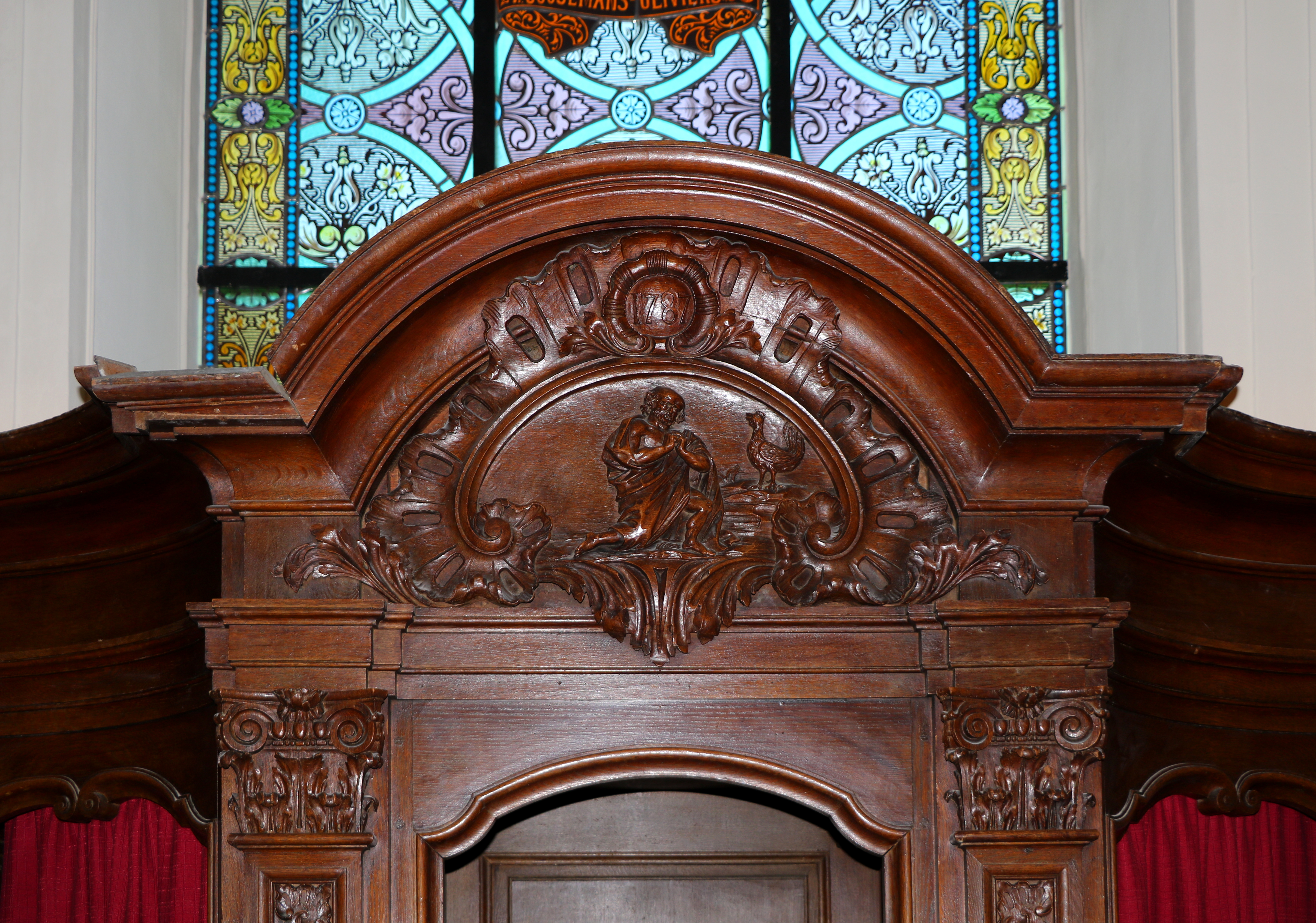
Saint Pierre (1787).
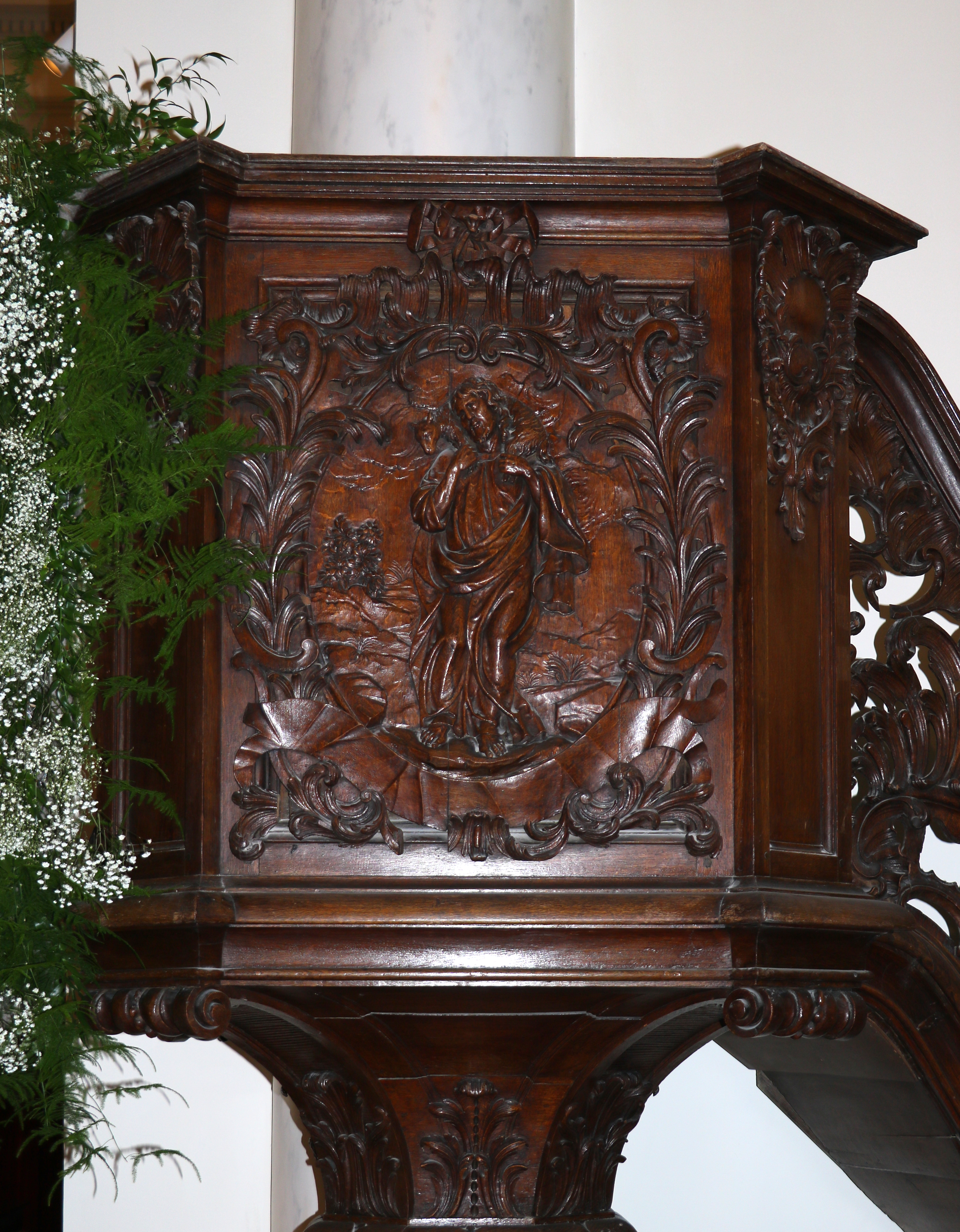
Chaire de vérité (1736) : le Bon Pasteur.